# FPT Industrial
FPT Industrial é uma empresa que faz parte do IVECO Group. É produtora de motores diesel para aplicações em caminhões, ônibus, máquinas agrícolas e de construção, geração de energia e marítima.

## A FPT Industrial
A FPT Industrial é uma das empresas que forma o IVECO Group, com sede em Turim, Itália. A empresa é produtora de motores diesel para aplicações em caminhões, ônibus, máquinas agrícolas e de construção, geração de energia e marítima. Além de motores, a empresa fabrica transmissões, eixos e motores GNV (Gás Natural Veicular). A companhia está presente em todos os continentes com 10 plantas e 7 centros de Pesquisa e Desenvolvimento. Duas delas, na América do Sul, em Sete Lagoas (MG/Brasil) e em Córdoba (Argentina), além de um centro de P&D em Contagem (MG/Brasil).
A FPT Industrial também possui um Centro de Distribuição de Peças, em Sorocaba (SP).
Os números da FPT Industrial são:
- 10 plantas
- 7 centros de Pesquisa e Desenvolvimento
- 8.000 empregados em todo o mundo
- 6 famílias de motores

## História
A FPT Industrial produziu o seu primeiro motor para caminhão em 1903, quando ainda era Fiat. Em 1965, a AIFO foi criada como uma empresa dedicada para aplicações marítimas. Em 2004, a marca Iveco Motors foi lançada para vendas de motores para o mercado aberto, isto é, para clientes fora do grupo comercial a qual ela pertencia. A Iveco Motors produzia motores para aplicações on e off road, geração de energia e marítimas. No ano seguinte, esta marca foi absorvida pela Fiat Powertrain Technologies. Em 2011, a FPT Industrial foi criada como parte do Grupo Fiat Industrial, o qual já possuía as marcas Iveco, New Holand Agriculture, Case IH, New Holland Construction e Case Construction. Em setembro de 2013, criou-se uma nova estrutura e foi lançado o Grupo CNH Industrial. Já em janeiro de 2022 a FPT Industrial começou a fazer parte do IVECO Group.

## América do Sul
A história da FPT Industrial na América do Sul começou em 2000, quando inaugurou sua primeira fábrica em Sete Lagoas, no estado de Minas Gerais, no Brasil. A fábrica foi aberta em uma área de 30.000 metros quadrados.
Em 2016, a produção na fábrica é dos motores F1A, F1C, NEF e S8000, que são usados em aplicações on road, off road e de geração de energia.
A empresa investiu US$ 38,8 milhões em uma fábrica na Argentina, que foi inaugurada em 2012, em Córdoba, que abrange uma área de 20.000 metros quadrados e atualmente fabrica motores da série Cursor da empresa. 
Em 2014, a fábrica de Córdoba passou a executar internamente a usinagem do bloco do motor e do cabeçote, que anteriormente era realizada pela fábrica francesa da FPT Industrial em Bourbon-Lancy. 
Em 2014, a FPT Industrial inaugurou um centro de P&D na cidade de Betim, em Minas Gerais, no Brasil. O centro foi transferido para cidade de Contagem (MG) em janeiro de 2021. 
O centro suporta a personalização dos motores locais, atende a clientes e possui autorização para realizar testes de aprovação de emissões, em conformidade com as normas e procedimentos do PRONCONVE - Programa de Controle da Poluição do Ar pelos Veículos Motorizados.

## Motores
Na fábrica da FPT Industrial em Sete Lagoas, Brasil, são produzidos os motores diesel de combustão interna das Famílias F1, NEF e S8000. Globalmente, a FPT Industrial possui em seu portfólio motores superiores a 20 litros, com potências maiores. O Vector (motor V8), por exemplo, chega a 870 HP ou 882 cv e é utilizado em máquinas agrícolas e geração de energia.
Todos os motores da FPT Industrial funcionam quando o ar é “puxado” internamente, comprimido e colocado em contato com o diesel (que é injetado direto no motor). Assim, o calor do ar comprimido inflama o combustível espontaneamente, “empurrando” o motor.
Os motores a diesel usam injeção direta de combustível (o diesel é injetado diretamente no cilindro do motor). Nesse tipo de motor, o injetor é o componente mais complexo e tem que ser capaz de suportar a temperatura e a pressão dentro do cilindro, e ainda passar o combustível como uma fina névoa. A grande diferença entre um motor a diesel e um a gasolina está no processo de injeção. A maioria dos motores de carros usa injeção antes da válvula de admissão ou um carburador, em vez de injeção direta. Um motor a diesel comprime apenas o ar, de modo que a taxa de compressão pode ser muito maior.

### F1A e F1C
Desde 1981, veículos comerciais leves utilizam a série F1 de motores. O micro-ônibus Iveco Daily e o Ducato da Fiat são exemplos de veículos que utilizam o motor F1C e F1A, respectivamente. Os motores F1A e F1C possui quatro cilindros em linha, sistema de injeção eletrônica common-rail, turbo de duplo estágio e intercooler, tecnologia EGR (Recirculação dos Gases de Exaustão). O F1A possui potência de 127 cv, enquanto o F1C, modelo possui de 147 até 170 cv é configurado com 2.3L, 127cv e turbo compressor com Waste Gate. O F1C possui uma cilindrada maior (3.0L) e mais disponibilidade de configurações técnicas, podendo ser equipado com turbina de duplo estágio ou Waste Gate e potências de 147 a 170cv.

### NEF[11]
A série NEF está disponível em 4 e 6 cilindros  com a tecnologia Common Rail ou sistema de injeção multi-ponto para combustível GNV. Esta família de motores está em conformidade com as normas de emissões P-7 e P-7 / MAR-I no Brasil.

### CURSOR
A família de motores Cursor é produzida na planta argentina da FPT Industrial, em Córdoba. São eles: os motores Cursor 9, Cursor 10 e Cursor 13, todos com 6 cilindros, para aplicações on road, off road e Geração de Energia. Os motores são usados em ônibus, caminhões, máquinas e geradores.
Os motores da série Cursor estão disponíveis globalmente nas versões Diesel e GNV, em uma gama de 180 a 412 kW e estão em conformidade com as normas P-7 e P-7 / MAR-I no Brasil.